# Trémeur
Trémeur [tʁemœʁ]  est une commune française située dans le département des Côtes-d'Armor, en région Bretagne.

## Géographie
Trémeur est une des 372 communes des Côtes-d'Armor, située à mi-chemin entre Saint-Brieuc et Rennes, traversée par la RN 12 et par la voie de chemin-de-fer Paris-Brest.
Trémeur est traversée par une rivière : la Rosette.

### Hydrographie
Pour un article plus général, voir Réseau hydrographique des Côtes-d'Armor.
La commune est située dans le bassin Loire-Bretagne. Elle est drainée par la rivière la rosette, la Rosette et le Mirbel,,.
La Rosette, d'une longueur de 31 km, prend sa source dans la commune de Éréac et se jette  dans l'Arguenon à Jugon-les-Lacs, après avoir traversé huit communes.  Les caractéristiques hydrologiques de la Rosette sont données par la station hydrologique située sur la commune de Mégrit. Le débit moyen mensuel est de 0,743 m3/s. Le débit moyen journalier maximum est de 18,5 m3/s, atteint lors de la crue du 7 février 2014. Le débit instantané maximal est quant à lui de 23,2 m3/s, atteint le même jour.

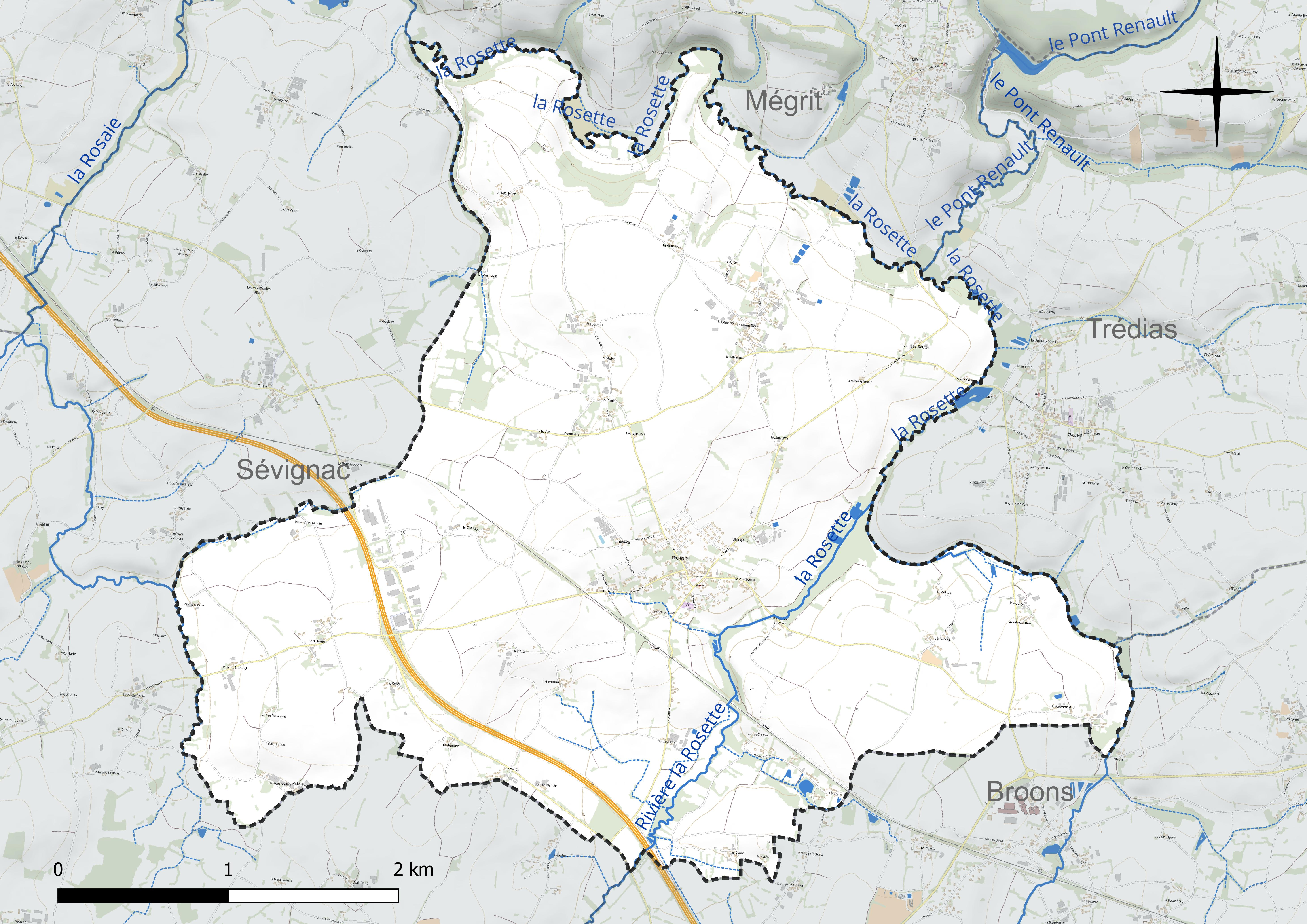
Réseau hydrographique de Trémeur.

### Climat
Pour des articles plus généraux, voir Climat de la Bretagne et Climat des Côtes-d'Armor.
En 2010, le climat de la commune est de type climat océanique franc, selon une étude du CNRS s'appuyant sur une série de données couvrant la période 1971-2000. En 2020, Météo-France publie une typologie des climats de la France métropolitaine dans laquelle la commune est exposée à un climat océanique et est dans la région climatique  Bretagne orientale et méridionale, Pays nantais, Vendée, caractérisée par une faible pluviométrie en été et une bonne insolation. Parallèlement l'observatoire de l'environnement en Bretagne publie en 2020 un zonage climatique de la région Bretagne, s'appuyant sur des données de Météo-France de 2009. La commune est, selon ce zonage, dans la zone « Intérieur », exposée à un climat médian, à dominante océanique.
Pour la période 1971-2000, la température annuelle moyenne est de 11,5 °C, avec une amplitude thermique annuelle de 12 °C. Le cumul annuel moyen de précipitations est de 714 mm, avec 12,8 jours de précipitations en janvier et 6 jours en juillet. Pour la période 1991-2020, la température moyenne annuelle observée sur la station météorologique la plus proche, située sur la commune du Quiou à 19 km à vol d'oiseau, est de 11,6 °C et le cumul annuel moyen de précipitations est de 757,4 mm,. Pour l'avenir, les paramètres climatiques de la commune estimés pour 2050 selon différents scénarios d'émission de gaz à effet de serre sont consultables sur un site dédié publié par Météo-France en novembre 2022.

## Urbanisme

### Typologie
Au 1er janvier 2024, Trémeur est catégorisée commune rurale à habitat dispersé, selon la nouvelle grille communale de densité à 7 niveaux définie par l'Insee en 2022.
Elle est située hors unité urbaine. Par ailleurs la commune fait partie de l'aire d'attraction de Broons, dont elle est une commune de la couronne,. Cette aire, qui regroupe 2 communes, est catégorisée dans les aires de moins de 50 000 habitants,.

### Occupation des sols
L'occupation des sols de la commune, telle qu'elle ressort de la base de données européenne d’occupation biophysique des sols Corine Land Cover (CLC), est marquée par l'importance des territoires agricoles (91,4 % en 2018), une proportion sensiblement équivalente à celle de 1990 (91,1 %). La répartition détaillée en 2018 est la suivante : 
terres arables (68,7 %), prairies (17,3 %), zones urbanisées (8,2 %), zones agricoles hétérogènes (5,4 %), forêts (0,4 %). L'évolution de l’occupation des sols de la commune et de ses infrastructures peut être observée sur les différentes représentations cartographiques du territoire : la carte de Cassini (XVIIIe siècle), la carte d'état-major (1820-1866) et les cartes ou photos aériennes de l'IGN pour la période actuelle (1950 à aujourd'hui).

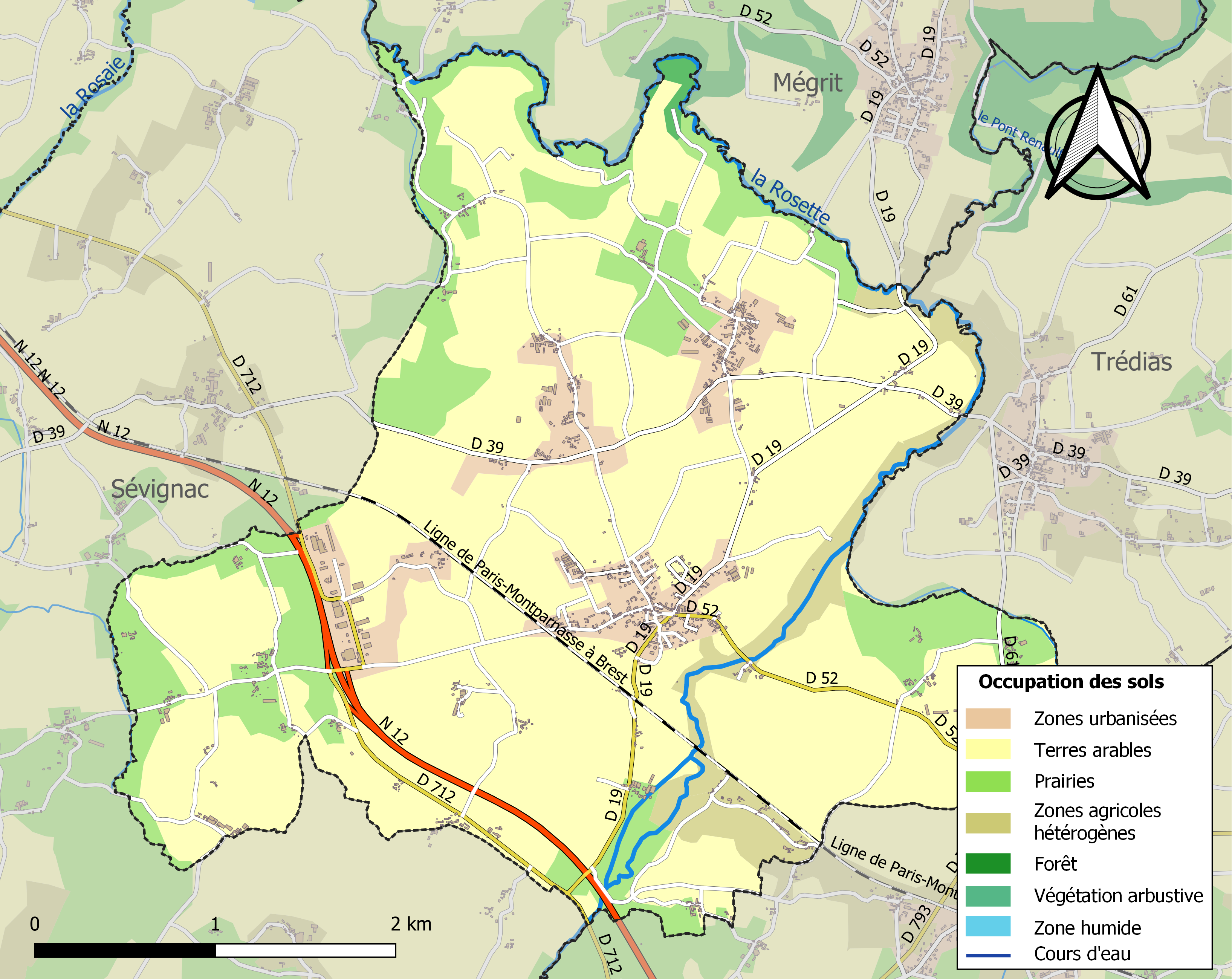
Carte des infrastructures et de l'occupation des sols de la commune en 2018 (CLC).

## Toponymie
Le nom de la localité est attesté sous les formes Tremur en 1249, Tremeur vers 1330, Parochia de Tremour en 1346, Tremeur au XVe siècle.
Trémeur vient du breton treb (village) et mur, aujourd'hui meur (grand).

## Histoire

### Le Moyen Âge
La paroisse de Trémeur a été créée au Moyen Âge à la suite d'une partition de l'ancienne paroisse de Sévignac et appartient alors à la seigneurie de Broons.

### LeXXesiècle

#### Les guerres duXXesiècle
Le monument aux morts porte les noms des 68 soldats morts pour la Patrie :
- 61 sont morts durant la Première Guerre mondiale ;
- 7 sont morts durant la Seconde Guerre mondiale.

## Héraldique
| Blason de Trémeur | Blason  | D'azur à Saint Georges monté sur un cheval terrassant un dragon, le tout d'or. |
| Blason de Trémeur | Détails | Le statut officiel du blason reste à déterminer.                               |

## Langue
On y parle couramment le gallo, une des deux langues vernaculaires de Bretagne mais pas le breton.

## Politique et administration
| Période                                  | Période                       | Identité                   | Étiquette | Qualité |
| ---------------------------------------- | ----------------------------- | -------------------------- | --------- | --- |
| Les données manquantes sont à compléter. |                               |                            |           | |
| mars 1860                                |                               | N. Oly                     |           | |
| Les données manquantes sont à compléter. |                               |                            |           | |
| avril 1922                               |                               | Félix Moisan               |           | Cultivateur |
| mai 1935                                 | mars 1971                     | Eugène Guinard (1900-1977) |           | Agriculteur Officier des Palmes académiques (1966) et du Mérite agricole (1952)                                                            |
| mars 1971                                | mars 1989                     | André Guitton              |           | Chef d'entreprise, maire honoraire |
| mars 1989                                | mars 2001                     | Josiane Lamé               |           | Notaire |
| mars 2001                                | mars 2014                     | Henri François             | PS        | Professeur des écoles retraité Président de la CC du Pays de Du Guesclin (2008 → 2014)                                                     |
| mars 2014                                | mars 2024                     | Francis Dault              | SE        | Directeur de lycée retraité 1er vice-président de la CC du Pays de Du Guesclin (2014 → 2016) Réélu pour le mandat 2020-2026 Démissionnaire |
| mars 2024                                | En cours (au 21 janvier 2025) | Guy Corbel                 | SE        | Agriculteur Premier adjoint au maire (2014 → 2024) 12e vice-président de Lamballe Terre et Mer (2023 → )                                   |

## Démographie
L'évolution du nombre d'habitants est connue à travers les recensements de la population effectués dans la commune depuis 1793. Pour les communes de moins de 10 000 habitants, une enquête de recensement portant sur toute la population est réalisée tous les cinq ans, les populations de référence des années intermédiaires étant quant à elles estimées par interpolation ou extrapolation. Pour la commune, le premier recensement exhaustif entrant dans le cadre du nouveau dispositif a été réalisé en 2006.

En 2022, la commune comptait 806 habitants, en évolution de +7,18 % par rapport à 2016 (Côtes-d'Armor : +1,78 %, France hors Mayotte : +2,11 %).
| 1793 | 1800 | 1806 | 1821 | 1831 | 1836 | 1841 | 1846  | 1851 |
| ---- | ---- | ---- | ---- | ---- | ---- | ---- | ----- | ---- |
| 880  | 737  | 760  | 957  | 965  | 981  | 947  | 1 044 | 974  |

| 1856 | 1861  | 1866  | 1872  | 1876  | 1881  | 1886  | 1891  | 1896  |
| ---- | ----- | ----- | ----- | ----- | ----- | ----- | ----- | ----- |
| 948  | 1 009 | 1 057 | 1 075 | 1 066 | 1 126 | 1 154 | 1 161 | 1 125 |

| 1901  | 1906  | 1911  | 1921  | 1926  | 1931 | 1936 | 1946 | 1954 |
| ----- | ----- | ----- | ----- | ----- | ---- | ---- | ---- | ---- |
| 1 127 | 1 175 | 1 185 | 1 059 | 1 019 | 988  | 891  | 793  | 764  |

| 1962 | 1968 | 1975 | 1982 | 1990 | 1999 | 2006 | 2011 | 2016 |
| ---- | ---- | ---- | ---- | ---- | ---- | ---- | ---- | ---- |
| 719  | 658  | 592  | 595  | 613  | 627  | 682  | 692  | 752  |

| 2021 | 2022 | - | - | - | - | - | - | - |
| ---- | ---- | - | - | - | - | - | - | - |
| 797  | 806  | - | - | - | - | - | - | - |

## Sports
La commune est associée avec Broons au sein du club AS Breutone, créé au début des années 1980 par regroupement des anciens clubs FC Broons et FRL Trémeur (créé en 1975) et qui évolue en championnat départemental. Elle est équipée d'un terrain municipal qui accueille en particulier les rencontres des équipes de jeunes de ce club.
Chaque année, comme dans de nombreuses communes bretonnes, une compétition cycliste est organisée. Le Championnat de Bretagne cadets y a été disputé en 2005 (victoire de Johan Le Bon,, fils de l'ancien professionnel Dominique Le Bon).

## Lieux et monuments
- Église Saint-Pierre. Elle date majoritairement des XVe et XVIe siècles, mais conserve des vestiges romans (mur sud du chœur et arcade du XIIe siècle)[35]. Elle est inscrite monument historique[36] le 19 mars 1926. Voir aussi : Fonts baptismaux de Trémeur.
- Prieuré de Saint-Georges (1346)[37].
- Moulins à eau du Gravier et d'Yvignac.
- Manoir des portes, datant du XVIe siècle.
- Manoir de Gautrel, datant du XVIe siècle.
- Maison de la Fontaine-Glé, datant de 1605.
- Colonne du Guesclin, dressée en limite de Broons et Trémeur.
- Manoir de Noday, qui conserve les armoiries de la famille De Kergu.

## Personnalités liées à la commune
- Bertrand Du Guesclin (env. 1320 - 1380), connétable de France.

## Musique
- La noce à Trémeur - Musique et chants de Haute-Bretagne (Elie Guichard / Angélina Guichard / Robert Tardivel), disque vinyle édité par La Guédenne de Dinan en 1975.
- Sonneurs d'accordéon (avec Robert Tardivel, etc.), CD édité en 1998.